# کشاورزی دریایی

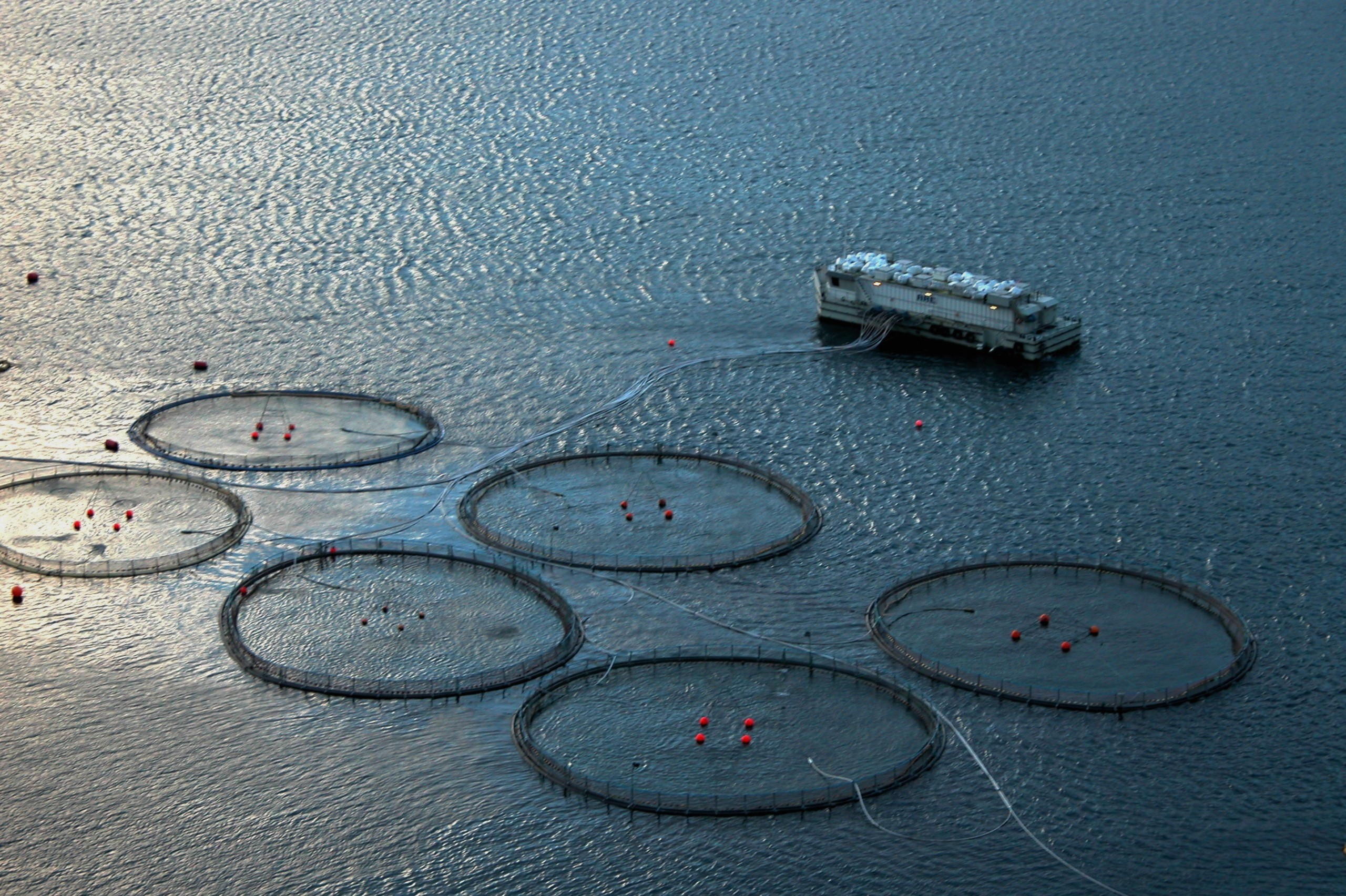
«مزرعه» ماهی سالمون در جزایر فارو

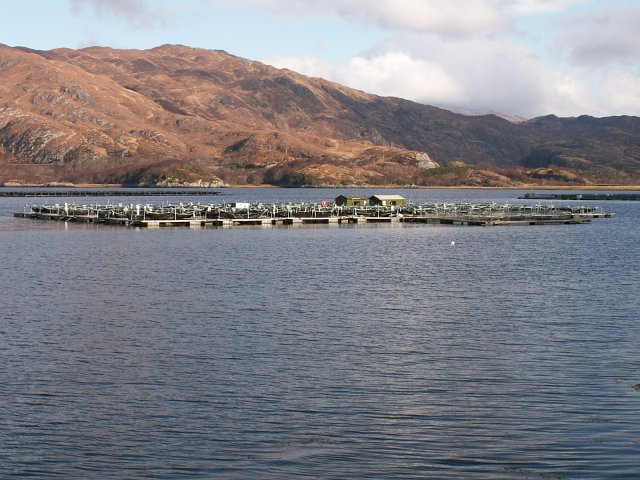
قفس ماهی حاوی ماهی آزاد در Loch Ailort، اسکاتلند.

کشاورزی دریایی (به انگلیسی:Mariculture) شاخه ای تخصصی از آبزی پروری (شامل آبزی پروری آب شیرین) است که شامل «کشت» موجودات دریایی برای غذا و سایر محصولات حیوانی، در بخش‌های بسته از اقیانوس باز (offshore mariculture)، مزارع پرورش ماهی ساخته شده در آب‌های ساحلی (کشاورزی در نزدیک ساحل: inshore mariculture) یا در مخازن مصنوعی، حوضچه‌ها یا Raceway (aquaculture)هایی که با آب دریا پر شده‌اند (کشاورزی در ساحل:onshore mariculture) نیز می‌شود. نمونه‌ای از کشاورزی در ساحل پرورش ماهی‌های دریایی، از جمله باله‌ماهی‌ها و آبرزیان صدف‌داری مانند میگو، یا صدف چروک و جلبک دریایی در استخرهای آب شور است. محصولات غیرغذایی تولید شده توسط دریانوردی عبارتند از: پودر ماهی، آگار، جواهرات (به عنوان مثال: مرواریدهای پرورشی)، و لوازم آرایشی.

## روش‌ها

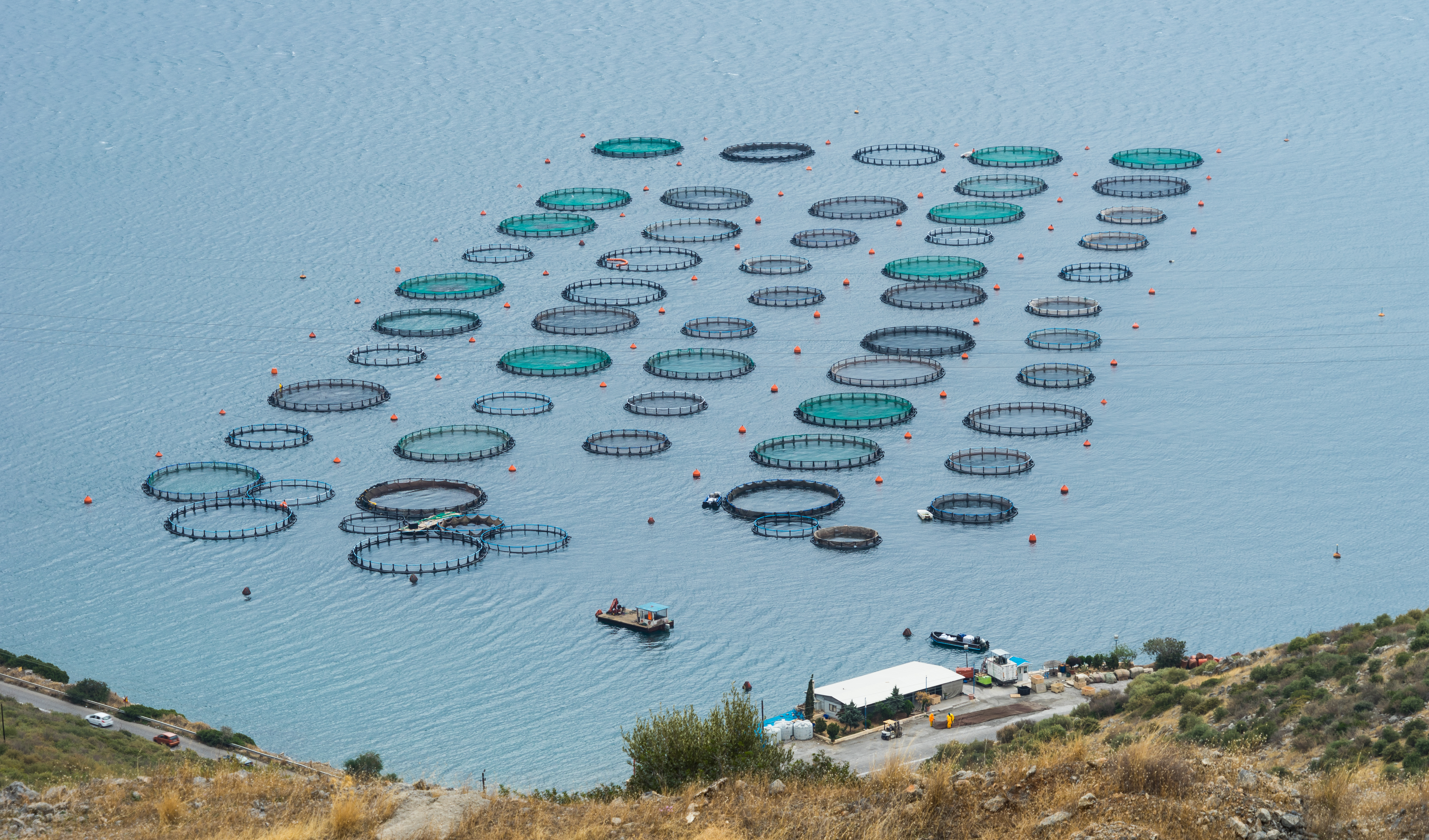
کشاورزی دریایی در یونان

### صدف
مانند کشت جلبک، صدف‌ها را می‌توان به روش‌های مختلف پرورش داد: روی طناب، کیسه یا قفس، یا مستقیماً روی (یا درون) بستر و سازه‌ای جزر و مدی. پرورش صدف‌ها به خوراک یا کود، یا حشره‌کش‌ها یا آنتی‌بیوتیک‌ها نیاز ندارد، که باعث می‌شود آبزی‌پروری صدف‌ها (یا «کشاورزی‌درایی») به یک سامانه خود پشتیبانی تبدیل شود. صدف‌ها همچنین می‌توانند در تکنیک‌های کشت چند گونه‌ای مورد استفاده قرار گیرند، جایی که صدف‌ها می‌توانند از ضایعات تولید شده توسط ارگانیسم‌های سطح پروردگی بالاتر استفاده کنند.